# Três Isletas (Chaco)
Três Isletas é um município da Argentina, Departamento Maipú, localizado no centro-norte da Província do Chaco.
Tres Isletas (que significa 3 pequenas ilhas) foi fundada em 1939. A economia local é baseada na agricultura, apicultura e produção de alimentos.